# 에이프릴 피어슨
에이프릴 피어슨(April Pearson, 1989년 1월 23일 ~ )은 잉글랜드의 배우이다.

## 출연 작품
- 토먼트
- 스킨스 (2007년) - 미셸 리처드슨 역
- 캐주얼티
- 에이지 오브 킬 - 렉시 역